# Staircase
Staircase (br.: Os delicados) é um filme de coprodução norte-americana, britânica e francesa de 1969, dirigido por Stanley Donen para a 20th Century Fox. O roteiro adapta a peça teatral homônima, de Charles Dyer e mostra dez dias da vida de um casal de homossexuais em Londres.

## Elenco
- Rex Harrison...Charles Dyer (nome do roteirista)
- Richard Burton...Harry Leeds (anagrama do nome do roteirista), proprietário da barbearia Chez Harry
- Cathleen Nesbitt...Mãe de Harry
- Beatrix Lehmann...Mãe de Charlie
- Pat Heywood...Enfermeira
- Michael Rogers...Cantora Drag
- Royston Starr...Cantora Drag
- Jake Kavanagh

## Sinopse
Harry e Charles formam um casal de homossexuais de meia-idade que trabalha numa barbearia em Londres, de propriedade do primeiro. No mesmo local fica a residência deles, sendo que a senil e inválida mãe de Harry habita um dos quartos e é amorosamente cuidada pelo filho. A mãe de Charles está internada em um asilo e não o reconhece quando das visitas dele. Antes de conhecer Harry, Charles era casado e tivera uma filha, além de tentar a carreira de ator. Ele está angustiado por ter que comparecer a um tribunal após provocar uma confusão em um bar ao se travestir e desacatar um policial. Já Harry se preocupa com a aparência, devastada por uma doença que o fez perder os cabelos e frequentemente encobre a cabeça calva com bandanas e toucas.

## Produção
Devido aos impostos na Grã Bretanha, os atores insistiram em filmar em Paris,o que aumentou os custos já inflados pelos salários dos protagonistas (1 milhão de dólares para Harrison e 1,25 milhões de dólares para  Burton). Elizabeth Taylor filmava The Only Game in Town e apesar daquela história se passar em Las Vegas, a atriz pediu ao diretor George Stevens que filmasse na França para que pudesse ficar perto do marido (Burton). Com isso esse filme se tornou um dos mais custosos da Fox daquele ano (1970).
A trilha sonora foi composta por Dudley Moore.
O crítico Roger Ebert afirmou que o filme era um "desagradável exercício de mau gosto . . . [Donen] não trouxe calor humano , humor ou compreensão sobre os drags. Ele explorou o improvável time formado por Rex Harrison e Richard Burton como uma atração secundária". O filme fracassou financeiramente.
Mais recentemente Armond White disse que o filme era "um raro tesouro de Hollywood que mostra  a experiência gay com sabedoria, humor e calor humano" e era "um tesouro perdido".